# تيك باك ذا نايت

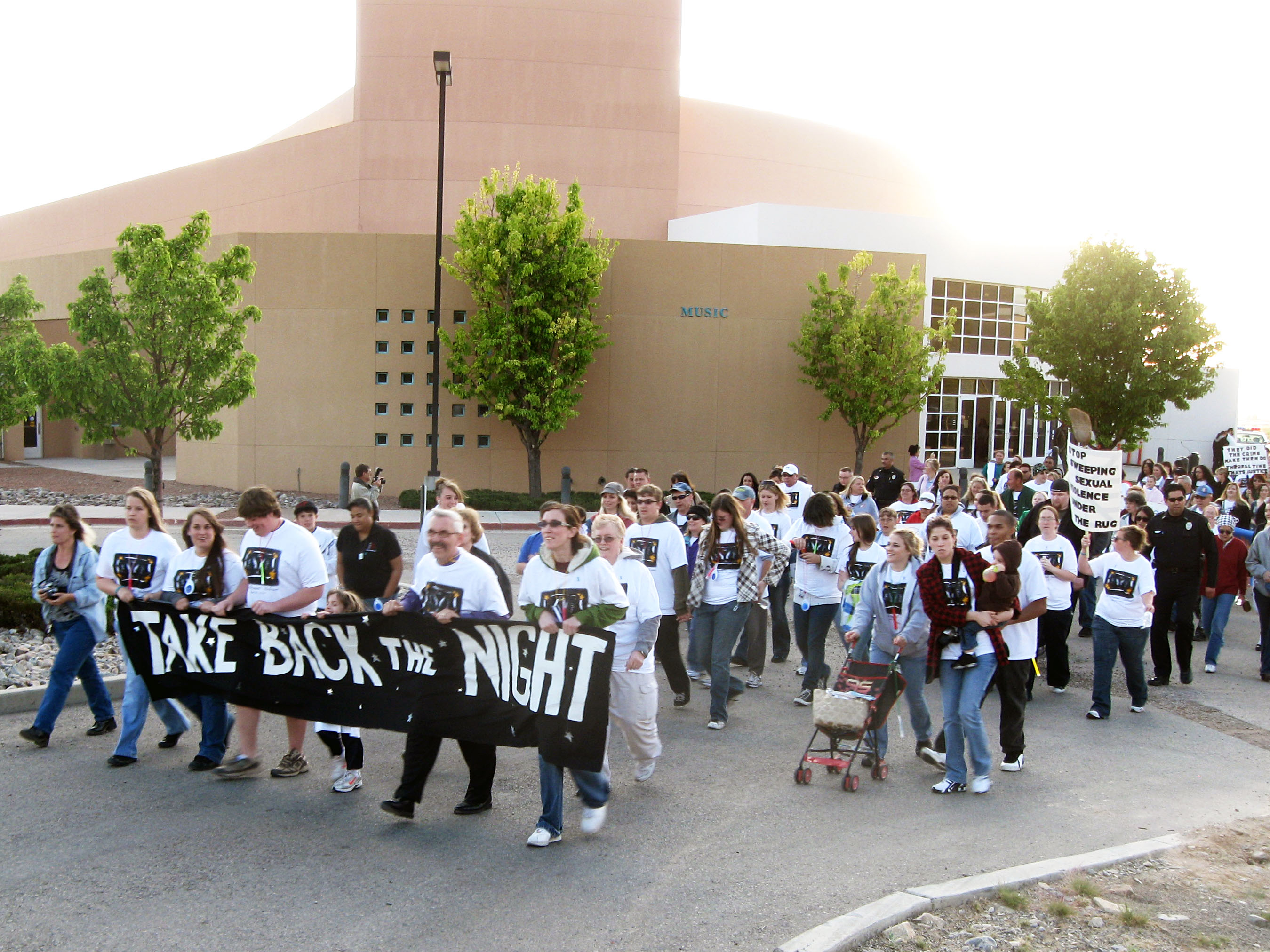
تيك باك ذا نايت في ألاموغوردو، نيو مكسيكو 2010.

تيك باك ذا نايت هي منظمة دولية غير ربحية مهمتها إنهاء العنف الجنسي والعنف المنزلي بكل أشكاله. تنظم مئات الفعاليات في أكثر من 30 بلدٍ سنويا. تشمل الفعاليات أغلب الأوقات مسيرات وحملات تستهدف الاحتجاج واتخاذ اجراءات مباشرة ضد الاغتصاب وغيره من أشكال العنف الجنسي والمنزلي. في عام 2001، اجتمعت مجموعة من النساء اللاتي شاركن في أولى مسيرات «تيك باك ذا نايت» لتشكيل «مؤسسة تيك باك ذا نايت» لدعم الفعاليات في جميع أنحاء الولايات المتحدة والعالم.

## تاريخ المنظمة
شارك أعضاء مجلس إدارة منظمة «تيك باك ذا نايت» في مسيرات وفعاليات واحتجاجات منذ السبعينيات وإلى يومنا هذا. وقام احتجاج في سان فرانسيسكو عام 1978 ضد المواد الإباحية وكان من أول الفعاليات المبكرة في منظمة «تيك باك ذا نايت». تم أيضا تنظيم واحدة من أولى مسيرات «منظمة تيك باك ذا نايت» في فيلادلفيا، بنسلفانيا في أكتوبر 1975, بعد مقتل عالمة الميكروبات، سوزان الكسندر سبيث، التي طعنت حتى الموت أثناء عودتها إلى المنزل وحدها.
استخدم مصطلح «تيك باك ذا نايت» عنوانا لنصب تذكاري عام 1977، قرأته آن برايد في مظاهرة ضد العنف في بيتسبرغ.

## الفعاليات
تتكون الفعاليات عادة من حشد يعقبه مسيرة ومظاهرات تكون مفتوحة أو على الشموع من أجل التصدي للعنف ضد المرأة. وكانت المسيرات المبكرة في أغلب الأحيان معتمدة على النساء فقط من أجل أن ترمز إلى السير الفردي للنساء عبر الظلام ومن أجل إثبات أن النساء اللواتي اتحدن من الممكن أن يقاومن الخوف والعنف. (تضم معظم المسيرات في الوقت الحاضر الرجال؛ وتختلف حسب المنظمة حيث أن كل مناسبة حاليا تنظم بشكل محلي). وتسببت السياسات النسائية فقط في إثارة الجدال في بعض الجامعات؛ وزعم الناشطون أن الحلفاء الذكور والناجون من الاعتداءات الجنسية لا بد أن يُسمَح لهم بالمسيرة لدعم النساء وضحايا العنف الجنسي من الذكور.
لا تقتصر أحداث «منظمة تيك باك ذا نايت» على الرجال فقط في ممارساتها الحالية، بل تشمل الرجال كناجين ومتفرجين وداعمين. تسمح العديد من الكليات مثل جامعة ويسليان في كونيتيكت، للرجال بالمشاركة في الفعاليات والتحدث عن تجاربهم الخاصة مع الاعتداء الجنسي. تنظم كلية بودوين في ماين مسيرة واعتصام مماثل على ضوء الشموع لتشجيع الطلاب من الجنسين على إظهار التضامن مع الناجين من العنف الجنسي في الحرم الجامعي وفي هذه الأمة. يتضمن حدث «منظمة تيك باك ذا نايت» الذي قامت به جامعة ولاية ميتشيغان قائمة يطالب بها المجتمع الجامعي بإنهاء العنف الجنسي.
حين بدأت المسيرة كوسيلة للاحتجاج ضد العنف الذي شهدته النساء أثناء السير في الأماكن العامة ليلاً، كان الهدف من هذه المسيرات هو التحدث ضد العنف وزيادة مستوى الوعي المجتمعي للوقاية من العنف مستقبلا. ازدادت مهمة «منظمة تيك باك ذا نايت» وأصبحت تهتم بجميع أشكال العنف ضد جميع الفئات، لكن ما زال العنف الجنسي ضد المرأة هو أهم اهتمامات المنظمة. بالبداية كان المقصود من كلمة «الليل» الرمز حرفيا إلى الخوف الذي ينتاب النساء أثناء السير ليلا، لكن أصبحت الآن ترمز إلى الخوف من العنف بشكل عام. ساعد هذا التغيير والشمول بمعنى كلمة «الليل» إلى دمج اهتمامات ومخاوف نسائية أخرى مثل العنف المنزلي والاعتداء الجنسي داخل المنزل. تقام أحداث «منظمة تيك باك ذا نايت» في حرم الجامعات والكليات، وفي المناطق الحضارية الكبيرة، وفي المدن الصغيرة، وفي القواعد العسكرية، وأيضا في المدارس الثانوية. تم توثيق وتسجيل الفعاليات الدولية التي حصلت في أستراليا ونيوزيلندا واليابان وبرمودا وكندا وإيطاليا وبولندا وألمانيا وهنغاريا والهند وإنكلترا والعديد من البلدان الأخرى. كان الهدف المشترك هو الدعوة إلى حق كل فرد في الشعور بالاطمئنان من العنف الجنسي.
يُطلب كثيرا من النساء توخِي الحذر الشديد واتخاذ الاحتياطات اللازمة عند الخروج ليلاً. يوجد بعض المناطق في العالم حتى يومنا هذا لا تَسمَح للنساء بالخروج ليلاً. إذا حين تُناضل وتُطالب النساء من أجل الحرية، يتعين علينا أن نبدأ أولا بالنضال من أجل حرية الحركة التي لم نتمكن إلى الآن من الحصول عليها. يلزم علينا أيضا أن نعلم أن حرية التنقل هي شرط مسبق لأي شيء آخر. وتُعتبر أهم من حرية التعبير عن الرأي، حيث أنه من دون تحقيقها لا يمكن لحرية التعبير عن الرأي أن تكون موجودة.
— الليل والخطر لأندريا دوركين
عقد أول مؤتمر سنوي لمنظمة العودة إلى الليل في جامعة كولومبيا في 7 نوفمبر 2009.

## الجدل والنقاش
بينما تقوم بعض مسيرات «منظمة تيك باك ذا نايت» بتشجيع الرجال على المشاركة، هناك آخرين يرفضون السماح للرجال بالمشاركة في هذه المسيرات بدعوى خلق مساحة آمنة للنساء.
زعم العديد من المنتقدين أن هذا يتجاهل الصراعات التي يواجهها الضحايا الذكور ويفشل في تزويدهم بنماذج للدور الذكوري، كما يشير ضمناً إلى ضرورة حاجة «تيك باك ذا نايت» إلى كل الرجال وليس فقط الذين يمارسون جرائم العنف الجنسي.
```
كانت هناك دعوة من الكثير من المعلقين في مجموعة متنوعة من الأبحاث إلى تشكيل تحالف واسع النطاق من المشاركين، يتضمن الرجال والنساء والأفراد من الجنسين.
[
8
]
[
9
]
[
10
]
```

كان التركيز الأكثر لأحداث «منظمة تيك باك ذا نايت» على الاعتداءات الجنسية من الغرباء، ولم تركز بشكل كبير على الاغتصاب في إطار المواعدة والاعتداء الجنسي على الأطفال وزنا المحارم وغير ذلك من أشكال الإيذاء، وهذا كان سبباً في إثارة الانتقادات من قِبَل مجموعة واسعة من المعلقين مثل ميجان جرينويل من مجلة جود. انتبه جرينويل أن استخدام «الاغتصاب الصالح» مجازيا من خلال المشاركين في «تيك باك ذا نايت»، للإشارة إلى الاعتداء الجنسي في الأماكن المنفتحة من قِبَل غرباء هو أمر مختلف أخلاقياً عن الأشكال الأخرى من الاعتداء واعتبره أمر قليل الشأن وغير صحيح.
في نظام التعليم العالي، كانت سياسة بعض المؤسسات تجعل أحداث «تيك باك ذا نايت» إلزامية للطلاب، مما أجبرهم على الحضور بغض النظر عما إذا كانوا يريدون أو لا، مما أدى إلى تعرضها لانتقادات من جانب بعض الناشطين في مجال حقوق المرأة باعتبار هذه السياسات منافقة وهزيمة ذاتية بطبيعتها. ظهر جدل في عام 2015 في فيرجينيا تيك حيث قام بعض لاعبي كرة القدم الذين كانو بين الجمهور إجباريا بالضحك في أحد تقارير الاعتداء الجنسي، وحاولو المغادرة مبكرًا وعطلو العملية، لذلك قالت مالافيكا ساهاي، الرئيس المشارك لمنظمة المرأة الفضائية: "إن مطالبة الناس بالذهاب إلى حدث ما يتعدى على المساحة الآمنة لهذا المكان، إذا كنت لا تريد أن تكون هناك، فلا يجب أن تكون هناك.

## الملاحظات
- Brownmiller, Susan (1999). In Our Time: Memoir of a Revolution (ISBN 0-385-31486-8).
- Dworkin, Andrea (1993). "Letters From a War Zone" (ISBN 1-556-52185-5).